# Corral del Carbón

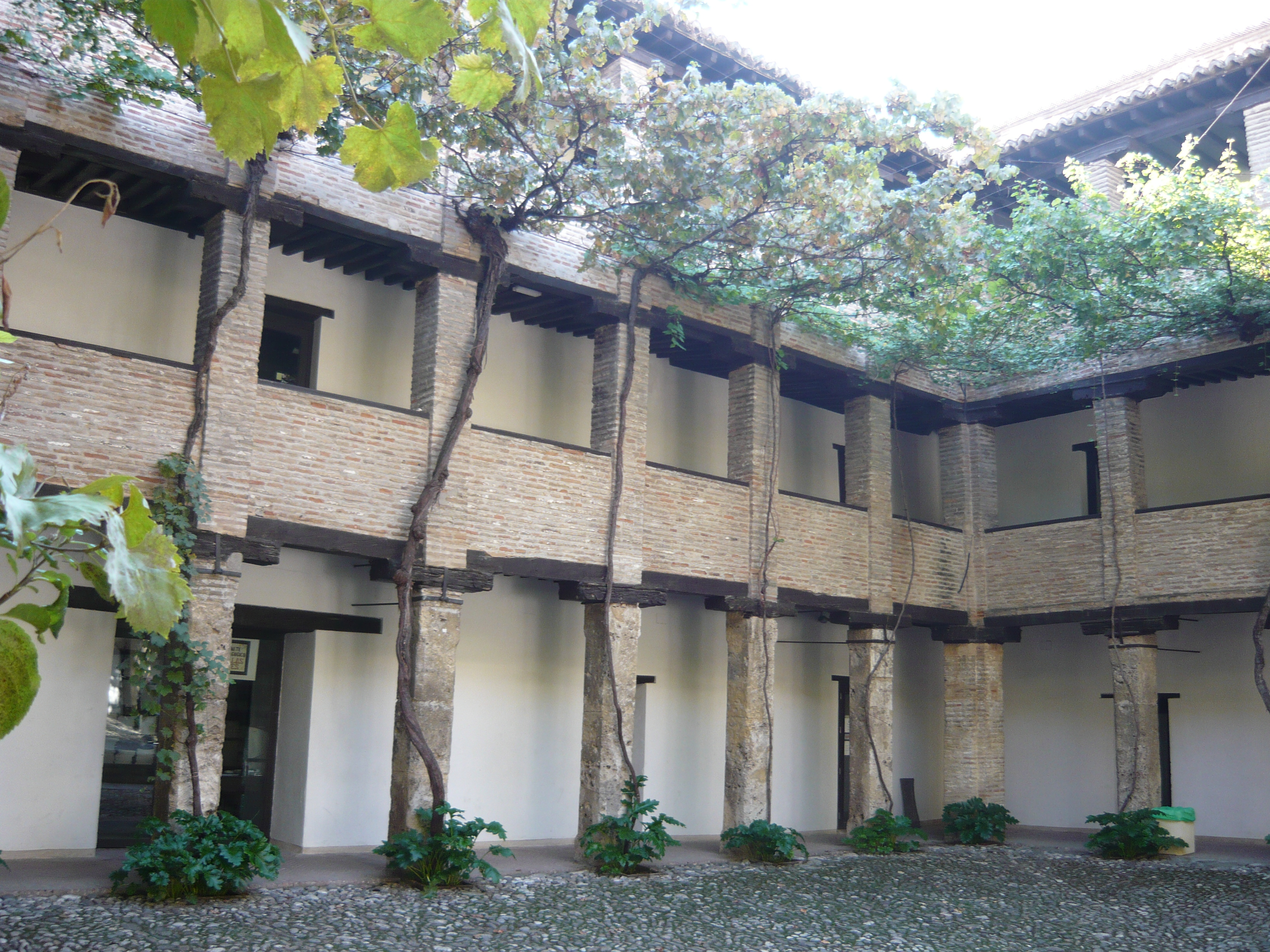
Pátio

O Corral del Carbón [a] é um monumento do século XIV situado na cidade espanhola de Granada. É a única alhóndiga[b] e caravançarai ou funduque andalusino (do Alandalus, ou seja da época muçulmana) integralmente conservado na Península Ibérica.
Classificado como Bem de Interesse Cultural desde 1918, atualmente é a sede da Delegação Provincial de Cultura da Junta da Andaluzia e da Orquestra Cidade de Granada. O seu pátio é por vezes usado para espetáculos de teatro e música, nomeadamente de flamenco, e conferências.

## História
O edifício foi construído durante o período nacérida, antes de 1336 e o seu nome original era al-Funduq al-Gidida (Alhóndiga Nova). Situava-se na parte sul da cidade muçulmana, junto ao mercado da seda (alcaicería), ao soco da almedina e à Mesquita Maior. Servia de pousada aos comerciantes em trânsito, de armazém e de marcado grossista. Uma pequena ponte sobre o rio Darro, chamada al-qantara al-yadída (ponte nova) até 1501 e depois ponte do carvão, ligava a alhóndiga com o soco.
Em traços gerais, conforme a descição de Leopoldo Torres Balbás, o edifício segue um modelo oriental, mas a decoração e os detalhes são claramente granadinos. A origem do tipo de construção pode seguir-se desde as ágoras gregas, passando pelas hórreos romanas, até aos tempos islâmicos. O portal monumental é inspirada no iwan oriental, cujas origens têm sido muito debatidas, e que se encontra já nos palácios sassânidas. A transmissão para o Ocidente teria sido feito através do Egito, onde o pórtico de entrada aberto por um grande arco, abobadado com mocárabes e em cujo fundo se encontra a porta com lintéis de acesso ao edifício e uma janela gémea em cima, é uma disposição arquitetónica muito difundida. Encontra-se, por exemplo, no Cairo, na Mesquita de al-Zahir Baybars, ou em Granada, na Porta da Justiça da Alhambra.
Em 1494, os Reis Católicos concederam o edifício a Sancho de Arana. Quando este morreu em 1531, foi a leilão e passou a ser usado como hospedagem de carvoeiros, mais tarde como corral de comedias (teatro), até 1593 e depois como condomínio de habitação. Em 1918 foi declarado Monumento Histórico-Artístico Nacional, mas esteve em risco de ser demolido até ser adquirido pelo Estado em 1933. As obras de restauro foram entregues a  Leopoldo Torres Balbás, que também esteve envolvido no restauro da Alhambra. Em 1992 voltou a ser restaurado, sob a direção do arquiteto Rafael Soler Márquez, mas algumas partes só seriam restauradas na intervenção que terminou em novembro de 2006, dedicada à limpeza e consolidação de diversos elementos da fachada.

## Descrição
O portal, ricamente decorado com estuque, é encimado por um grande arco em ferradura com um alfiz. Sobre a moldura horizontal tem decoração epigráfica em caligrafia cúfica. Sobre o eixo do portal encontra-se um vão geminado. É rematado por beirais largos e pendentes, sustidos por traves de madeira, na tradição nacérida, do mesmo tipo do que se encontra no Quarto Dourado da Alhambra e no Pátio de la Montería dos Reales Alcázares de Sevilha.
Atrás do vestíbulo que dá acesso ao pátio, e coberto por uma abóbada de mocárabes, conservam-se restos de policromia. O pátio é de planta quadrangular, funcional e sem excessos decorativos. No centro encontra-se uma pilha de pedra com dois cabos.
Os três andares têm galerias que se abrem para o pátio. A estrutura é composta por pilares de pedra, vigas e sapatas (estas últimas lavradas) de madeira. Os parapeitos são de ladrilho. O interior das salas foi muito modificado para albergar lojas e escritórios.